# 多芒西
多芒西（法語：Domancy，法語發音：[dɔmɑ̃si]）是法国上萨瓦省的一个市镇，位于该省东部，属于博讷维尔区。

## 地理
多芒西（45°54'49"N, 6°38'54"E）面积7.4 平方千米，位于法国奥弗涅-罗讷-阿尔卑斯大区上萨瓦省，该省份为法国东部省份，历史上为薩伏依的一部分，北与瑞士接壤，西接安省，南至萨瓦省，东与瑞士和意大利接壤。
与多芒西接壤的市镇（或旧市镇、城区）包括：孔布卢、帕西、圣热尔韦莱班、萨朗什。
多芒西的时区为UTC+01:00、UTC+02:00（夏令时）。

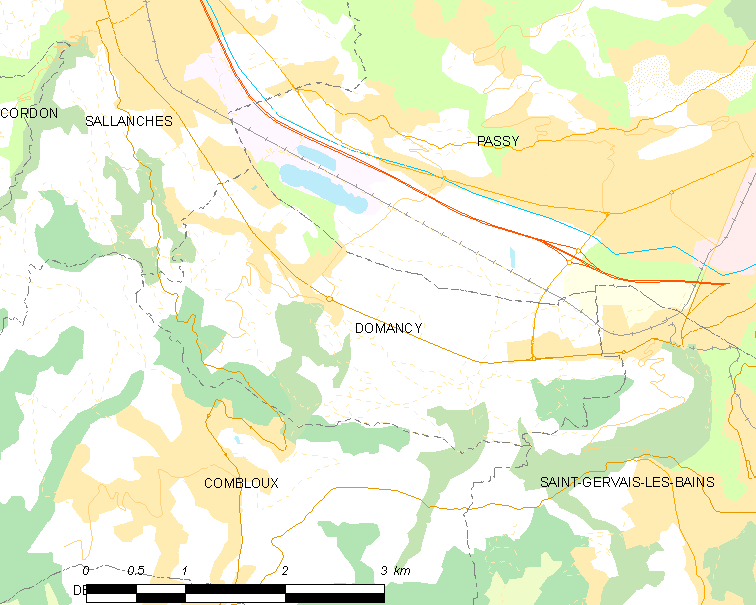
多芒西的OSM定位图

## 行政
多芒西的邮政编码为74700，INSEE市镇编码为74103。

## 政治
多芒西所属的省级选区为萨朗什县。

## 交通
上萨瓦省省道D199线、D1205线和D1212线经过多芒西境内。

## 人口

1962-2008年间多芒西人口变化图示

多芒西于2022年1月1日时的人口数量为2203人。